# Holy Talker
Holy Talker (ホーリートーカー?, Hōrī Tōkā) è un manga scritto e disegnato da Rando Ayamine, pubblicato in Giappone da maggio 2008 ad aprile 2010 sulla rivista Shōnen Rival. Al sesto volume, la serie è stata sospesa a causa di una pausa dell'autore, che ha in seguito iniziato altre opere. Con il volume 6, si conclude la prima parte della storia e comincia la seconda, dal titolo "Coloro che seguono lo Spirito Santo".
In Italia i sei volumi disponibili sono stati pubblicati dal 27 giugno 2010 al 18 giugno 2011 dalla GP Manga sotto l'etichetta GP Publishing.

## Trama
Il mondo è infestato dai demoni. Essi cercano i desideri perversi dell'uomo, s'impossessano di cose e persone e ne mangiano l'anima. Combatterli è il compito affidato al Comitato Esecutivo dell'Istituto del Sacro Giglio Bianco, formato da Renga Takayama, Suou Kagayama e Noshime Kinoshita. Oltre a ricacciare i demoni nel loro regno utilizzando il Santo Graal, gli Apostoli del Comitato devono anche proteggere la Santa Madre Moegi Takayama, sorella minore di Renga e simbolo della discesa della Vergine Maria nel mondo, dai loro attacchi: obiettivo dei demoni è, infatti, mangiare l'anima della Santa Madre, che permetterà loro di aprire il Sin Place, il cancello che collega la Terra al Regno dei demoni, in modo da poter andare e venire dal mondo umano a loro piacimento. Al Comitato Esecutivo si unisce anche il misterioso nuovo studente Chitose Amakusa, che condivide il corpo con un potente demone dall'ala nera.
Sconfitto Sinclair, gli Apostoli devono impedire che la Seconda Anima venga liberata.

## Personaggi
Renga "Ren" Takayama (高山煉瓦?, Takayama Renga)
Ha 15 anni e frequenta la prima liceo in classe con Suou. È nato il 15 agosto e il suo gruppo sanguigno è A. Capo del Comitato Esecutivo dell'Istituto del Sacro Giglio Bianco, è molto protettivo nei confronti della sorella minore Moegi e non vuole che nessuno la tocchi, soprattutto Amakusa. Quando pensa a lei, gli sanguina spesso il naso. I genitori sono morti da dieci anni. Per combattere i demoni usa la spada Takemikazuchi, che viene spezzata nel corso della battaglia finale contro Sinclair. Con l'aiuto di Tou Inaba e di Moegi, raggiunge il Regno dei demoni per liberare Amakusa dal controllo del Re dei demoni; qui, durante lo scontro, scopre che i suoi ricordi di quando era piccolo sono stati sigillati: da ciò che Renga ricorda parzialmente sembra di capire che fosse anche lui un allievo di Sinclair come Amakusa e che i due bambini avessero aperto il Sin Place utilizzando lo Yohentenmoku. Una volta riuscito a risvegliare Amakusa, il ragazzo lo costringe a tornare nel mondo umano e resta da solo a combattere contro Sinclair, ma Renga e gli altri Apostoli accorrono in suo aiuto.
Moegi Takayama (高山萌葱?, Takayama Moegi)
Ha 13 anni e frequenta la seconda media. È nata il 4 ottobre e il suo gruppo sanguigno è 0. Rappresentante del Comitato Esecutivo, porta sulla schiena le stigmate simbolo della discesa della Santa Madre. Sua madre Asagi ha ricoperto questo stesso ruolo prima di lei. Il suo sangue viene utilizzato per forgiare il Santo Graal, che fa tornare il demone all'inferno e salva l'anima della persona da lui posseduta. S'innamora di Amakusa; è ingenua e testarda, ma sempre sorridente.
Chitose Amakusa (天草千歳?, Amakusa Chitose)
Ha 15 anni e frequenta la prima liceo in classe con Renga. È nato il 23 marzo e il suo gruppo sanguigno è 0. Un prete trasferitosi da Lourdes, ospita all'interno del suo corpo un demone dall'ala nera che mangia le anime dei demoni invece di rimandarle all'inferno. Il suo maestro a Lourdes è stato Sinclair, del quale cita spesso gli insegnamenti. Ha un carattere tranquillo, mentre il demone è forte, arrogante e veloce. Ha stretto un patto con lui: la sua forza smisurata contro il tempo che lui ha da vivere. Quando non è il demone nel suo corpo a prendere il sopravvento per combattere gli altri demoni, usa il Bastone con le due ali: quando è inattivo, prende le sembianze di un piccolo demone, collegato all'anima di Amakusa, che riflette le sue emozioni. Improvvisamente, il demone nel suo corpo prende il sopravvento e raggiunge Sinclair: si scopre, così, che il demone nel corpo di Amakusa è il Re dei demoni, la cui anima è stata rubata e rinchiusa in Amakusa. Renga riesce a farlo tornare in sé inserendo nel suo corpo il demone servitore del Bastone con le due ali, che contiene un frammento della sua anima. Una volta avvenuto il suo risveglio, Amakusa rimane nel Regno dei demoni per affrontare da solo Sinclair, permettendo a Renga di scappare, ma accorrono poi in suo aiuto lo stesso Renga, Suou e Noshime. Dopo aver liberato le anime che erano state catturate durante la battaglia finale, parte per Lourdes, ma Renga impedisce che l'aereo decolli, facendolo restare in Giappone.
Suou Kagayama (加賀山蘇芳?, Kagayama Suō)
Ha 15 anni e frequenta la prima liceo. È nato il 28 novembre e il suo gruppo sanguigno è B. Per combattere i demoni usa uno strumento a forma di flauto. È sarcastico; sua sorella maggiore è morta cinque anni prima dopo che un demone le ha mangiato l'anima e per questo da allora nutre un profondo odio nei loro confronti.
Noshime Kinoshita (木下熨斗目?, Kinoshita Noshime)
Ha 13 anni e frequenta la seconda media. È nata il 12 maggio e il suo gruppo sanguigno è AB. Un'appassionata di videogiochi erotici, lavora in coppia con Suou e il suo compito è sigillare i demoni con il Santo Graal.
Kuri Matsutouin (松東院涅?, Matsutouin Kuri)
Ha 30 anni ed è la dottoressa dell'infermeria dell'Istituto. Erede del complesso ospedaliero Matsutouin, di proprietà di suo nonno, è la consulente del Comitato e riferisce gli ordini impartiti dai piani alti.
Tou Inaba X (稲葉藤黄?, Inaba Tou)
Apostolo della precedente Santa Madre, è il ceramista costruttore dello Yohentenmoku. Dopo la morte della precedente Santa Madre, si è allontanato dagli esorcisti, ritirandosi a vivere nelle montagne di Kyoto con le nipoti Kikyo e Fuji. Passa le sue giornate a ubriacarsi e a giocare a pachinko. Dopo aver incontrato gli Apostoli, decide di aiutarli: insieme a Renga e Moegi crea un cancello provvisorio per il Regno dei demoni, nel quale si trova Amakusa, il cui corpo è ormai sotto il controllo del Re dei demoni.
Sanken di Fatima
Gestisce l'Istituto del Sacro Giglio Bianco. Portavoce della precedente Santa Madre, è colei che ha sigillato l'anima del Re dei demoni. Il suo nome è solo uno pseudonimo. La sua anima viene rubata per aprire il Sin Place, ma viene poi liberata da Amakusa. Legge il futuro nella Luna.
Sinclair (シンクレア?, Shinkurea)
È l'insegnante di Amakusa a Lourdes. Apostolo della precedente Santa Madre, ha venduto la sua anima ai demoni diventando un Apostolo del Re dei demoni, e dieci anni prima ha cercato di distruggere Dio. Il suo obiettivo è ottenere le sette anime necessarie per aprire il Sin Place, il cancello dell'inferno, in modo da recuperare il corpo del Re dei demoni e farlo rinascere. Ha convinto Tou Inaba a forgiare lo Yohentenmoku, un Santo Graal al servizio del male, costruito utilizzando il sangue e le anime di sette Apostoli. È in grado di utilizzare qualsiasi strumento magico senza aver stipulato un contratto. Durante la battaglia finale, viene sigillato utilizzando il Santo Graal.
Duca Shade dai mille occhi (千眼の公爵?, Sen me no kōshaku)
Apostolo del Re dei demoni, il suo compito è tenere d'occhio Tou Inaba. Si serve delle cavallette. Dopo un'aspra lotta, il Comitato Esecutivo, aiutato da Tou Inaba, riesce a sconfiggerlo; riesce, però, a sopravvivere, ma il Re dei demoni gli mangia l'anima.

## Sviluppo
Holy Talker nasce quando a Rando Ayamine viene proposto di scrivere un manga per la nuova rivista Shōnen Rival. Due sono le idee che gli vengono in mente: realizzare un manga scolastico o uno che parli della leggenda del Santo Graal. Gli editori scelgono la seconda idea, alla cui base c'è il Santo Graal, rinato in Giappone, che viene utilizzato per sconfiggere i demoni. Il concept originale, nel quale si ha un triangolo amoroso tra Chitose, Moegi e la sorella maggiore di questa, Asagi, non convince, e la sorella maggiore Asagi diventa il fratello maggiore Renga. Il nome Asagi viene poi adottato per la madre di Moegi e Renga.

## Manga
Holy Talker è stato pubblicato in Giappone da maggio 2008 sulla rivista Monthly Shōnen Rival. La Kōdansha ha raccolto i singoli capitoli in volumi formato tankōbon, di cui il primo è stato pubblicato il 4 settembre 2008. Con il sesto volume, messo in commercio il 30 aprile 2010, la serie è stata sospesa e non si hanno notizie su una sua eventuale continuazione.
In Italia la pubblicazione degli albi è iniziata il 27 giugno 2010 a opera della GP Publishing, che ha fatto uscire tutti e sei i volumi pubblicati in Giappone.

### Lista volumi
| 1 | 4 settembre 2008 | ISBN 978-4-06-380006-7 | 27 giugno 2010   | ISBN 978-88-6468-292-1 |
| 1 | Capitoli Prima parte - 1. Il demone con un'ala - 2. La preghiera fatta al ciliegio - 3. Il peso dell'emblema - Holy Talker - Metticela tutta demonietto |                        |                  |                        |
| 2 | 3 ottobre 2008 | ISBN 978-4-06-380011-1 | 22 agosto 2010   | ISBN 978-88-6468-293-8 |
| 2 | Capitoli - 4. Il peso dell'emblema 2 - 5. Il peso dell'emblema 3 - 6. Il legame - 7. L'indagine sul Santo Graal verso Ovest - Assistant Talker |                        |                  |                        |
| 3 | 17 marzo 2009 | ISBN 978-4-06-380033-3 | 14 novembre 2010 | ISBN 978-88-6468-294-5 |
| 3 | Capitoli - 8. Fratelli - 9. Il Santo Graal della mamma - 10. La verità sullo Yohentenmoku - 11. Il Santo Graal del desiderio - Storielle extra - Assistant Talker / Assistant Talker 2                                                                                  |                        |                  |                        |
| 4 | 17 luglio 2009 | ISBN 978-4-06-380059-3 | 22 febbraio 2011 | ISBN 978-88-6468-307-2 |
| 4 | Capitoli - 12. Quell'uomo, Sinclair - 13. L'uomo che se ne va, l'uomo che arriva - 14. Il palpito verso la rinascita - 15. La volontà degli apostoli - Storielle extra - Momotaro il numero uno in Giappone                                                             |                        |                  |                        |
| 5 | 17 novembre 2009 | ISBN 978-4-06-380079-1 | 13 marzo 2011    | ISBN 978-88-6468-308-9 |
| 5 | Capitoli - 16. L'affronto - 17. Il ritorno - 18. Colui che si erge fino alla fine - 19. L'apostolo Chitose Amakusa - Storielle extra - Assistant Talker / Assistant Talker 2                                                                                            |                        |                  |                        |
| 6 | 30 aprile 2010 | ISBN 978-4-06-380102-6 | 18 giugno 2011   | ISBN 978-88-6468-309-6 |
| 6 | Capitoli - 20. Il sussurro sacro - 21. Dopo la lotta, prima della battaglia - 22. Quelli che trovano la strada verso il futuro Seconda parte - 1. La seconda anima - 2. Noshime, diventa un demonio! - 3. Quelli che proteggono - Assistant Talker / Assistant Talker 3 |                        |                  |                        |